# Macaria carbonaria
Macaria carbonaria là một loài bướm đêm trong họ Geometridae.

## Hình ảnh

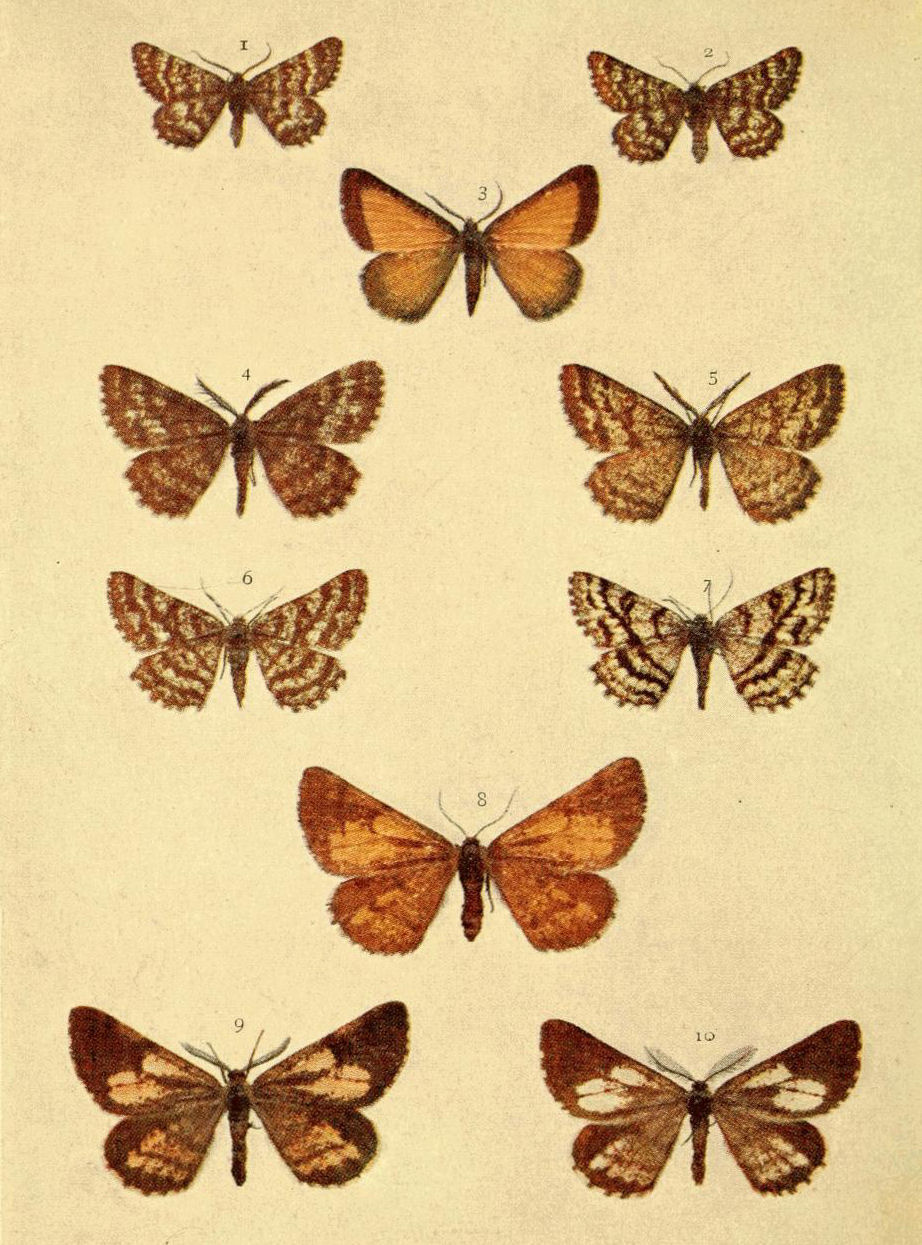